# 丁村
丁村位于中国山西省临汾市襄汾县，地处汾河东岸，距县城约4千米。以丁村为中心的丁村遗址于1961年被列为第一批全国重点文物保护单位，丁村民宅于1988年被列为第三批全国重点文物保护单位。
丁村内保存有明、清两代民居二十余座，大部分为丁氏家族所有，大致可分为北、中、南三个建筑群，总占地面积约9万平方米。北部为明代建筑，年代最早者为明万历二十一年（1593年），以单体四合院为主。中南部为清雍正至咸丰年间所建，多为二进四合院。
一号院现为民俗博物馆，创建于乾隆十年（1745年）。宅主丁坤、丁嘉伦父子均捐纳为监生，乾隆六十年（1745年）子孙丁溪连又捐买州同官位，先祖被追封为"宣德郎"，并在门前树立"宣德郎"牌坊，楹联为"芝草无根醴泉无源人贵自立"、"流水不腐户枢不读蠹民生在勤"。
十七号院前院的大门与二门之间，有一座木结构圣旨牌坊，建于清咸丰五年（1855年），系丁先登捐买同知官位，其祖父丁日营、父亲丁殿清为“儒林郎”虚职，于是立此牌坊。